# PES Collection
《PES Collection》是一款蒐集球員實名圖案，組成玩家專屬足球球隊的蒐集系足球社群遊戲。
此遊戲於2014年5月20日正式在Google Play及App Store，以`「PES Manager」名字發行，並且在2015年4月24日更名至現有名字：PES Collection。2018年3月27日，官方宣布國際版PES Collection會在2018年5月22日停止營運。日本版World Soccer Collection則不受影響。

## 遊戲內容

### 球員圖簽
圖簽是遊戲中的球員卡片，玩家可透過不同渠道獲得圖簽，例如比賽、扭蛋。蒐集球員圖簽，以組成玩家專屬球隊。

圖簽收錄了各大聯賽的球員，並以實名出現，當中的主要聯賽包括：
- 英格蘭超級足球聯賽 (因版權問題，當中的球隊會以其他名字出現，例如阿仙奴轉成「North London」，但球員的名字則不變)
- 法國甲組足球聯賽
- 德國甲組足球聯賽
- 意大利甲組足球聯賽
- 荷蘭甲組足球聯賽
- 西班牙甲組足球聯賽

### 球隊陣容
陣容是玩家的球隊出場時的人選，合共會有18張圖簽(11張正選，7張板凳)在陣容中出現。玩家可自行手動配置圖簽位置，也可利用「建議陣容」功能，由系統配置圖簽位置。

### 比賽
進行比賽，可以獲得球員圖簽、資金等等不同獎勵。而在PES Collection中設有以下比賽：
1. 挑戰對抗賽
2. 技能對抗賽
3. 友誼對抗賽
4. 特別對抗賽

## 外部連結
- PES Collection 官方Facebook
- PES Collection 的wikia（页面存档备份，存于） (英文)
- PES Collection 的非官方資訊台
- App Store上的PES Collection（页面存档备份，存于） (英文)
- Play Store上的PES Collection（页面存档备份，存于）